# Own It
"Own It" é uma canção gravada pelo rapper britânico Stormzy com participação do músico inglês Ed Sheeran e o cantor nigeriano Burna Boy. Foi divulgada a 22 de Novembro de 2019 pela editora discográfica Atlantic como o quarto single do segundo trabalho de estúdio de Stormzy, Heavy Is the Head (2019). Esta marca a segunda colaboração do rapper com Sheeran, tendo anteriormente trabalhado juntos em "Take Me Back to London" (2019). "Own It" conseguiu alcançar a liderança da tabela musical de singles do Reino Unido, rendendo a Stormzy o seu terceiro número um e a Sheeran o seu nono.

## Desempenho nas tabelas musicais
| País — Tabela musical (2019/20)                       | Posição de pico |
| ----------------------------------------------------- | --------------- |
| Austrália — ARIA Top 100 Singles Chart                | 40              |
| Áustria — Ö3 Austria Top 40 Singles                   | 57              |
| Bélgica (Flandres) — Ultratop 50 Singles              | 1               |
| Bélgica (Valónia) — Ultratop 50 Singles               | 5               |
| Canadá — Hot 100 (Billboard)                          | 82              |
| República Checa — Singles Digital - Top 100 (FIIF)    | 66              |
| Dinamarca — Singles Top-40 (Hitlisten)                | 16              |
| Alemanha — Top 100 Singles (GfK Entertainment Charts) | 75              |
| Hungria — Stream Top 40 (MAHASZ)                      | 35              |
| Irlanda — Singles Chart (IRMA)                        | 2               |
| Lituânia — Top 100 (AGATA)                            | 25              |
| Países Baixos — Nederlandse Top 40                    | 34              |
| Países Baixos — Single Top 100                        | 36              |
| Nova Zelândia — Hot Singles Chart (RMNZ)              | 4               |
| Portugal — Top 100 Singles (AFP)                      | 80              |
| Escócia — Singles Chart (OCC)                         | 6               |
| Eslováquia — Singles Digital - Top 100 (FIIF)         | 48              |
| Suécia — Singles Top 100 (Sverigetopplistan)          | 30              |
| Suíça — Singles Top 75 (Schweizer Hitparade)          | 27              |
| Reino Unido — Singles Chart (OCC)                     | 1               |
| Reino Unido — R&B Singles Chart (OCC)                 | 1               |

Certificações e vendas
| Região — Associação (Vendas) | Certificação |
| ---------------------------- | ------------ |
| Reino Unido — BPI (200 000)  | Prata        |